# فرنسيس بيلانجر
فرنسيس بيلانجر هو لاعب هوكي جليد كندي، ولد في 15 يناير 1978 في سان جيروم في كندا.

## وصلات خارجية
- فرنسيس بيلانجر على موقع دوري الهوكي الوطني (الإنجليزية)
- فرنسيس بيلانجر على موقع قاعة مشاهير الهوكي (لاعب أن.إتش.أل) (الإنجليزية)
- فرنسيس بيلانجر على موقع EliteProspects.com (الإنجليزية)
- فرنسيس بيلانجر على موقع HockeyDB.com (الإنجليزية)
- فرنسيس بيلانجر على موقع Hockey-Reference.com (الإنجليزية)